# Premio Pulitzer 1947
Quella del 1947 fu la trentunesima assegnazione dei Premi Pulitzer e vide la consegna di tredici premi in quattordici categorie, otto relative al mondo del giornalismo e sei relative al mondo della letteratura, della drammaturgia e della musica, a cui fu aggiunta una menzione speciale.
In quest'edizione, la giuria fu composta da 15 membri, tra cui il presidente della Columbia University, Frank D. Fackenthal, e fu presieduta da Joseph Pulitzer, redattore del St. Louis Post-Dispatch  nonché omonimo figlio del fondatore dei premi Pulitzer, Joseph Pulitzer.

## Giornalismo
- Pubblico servizio:

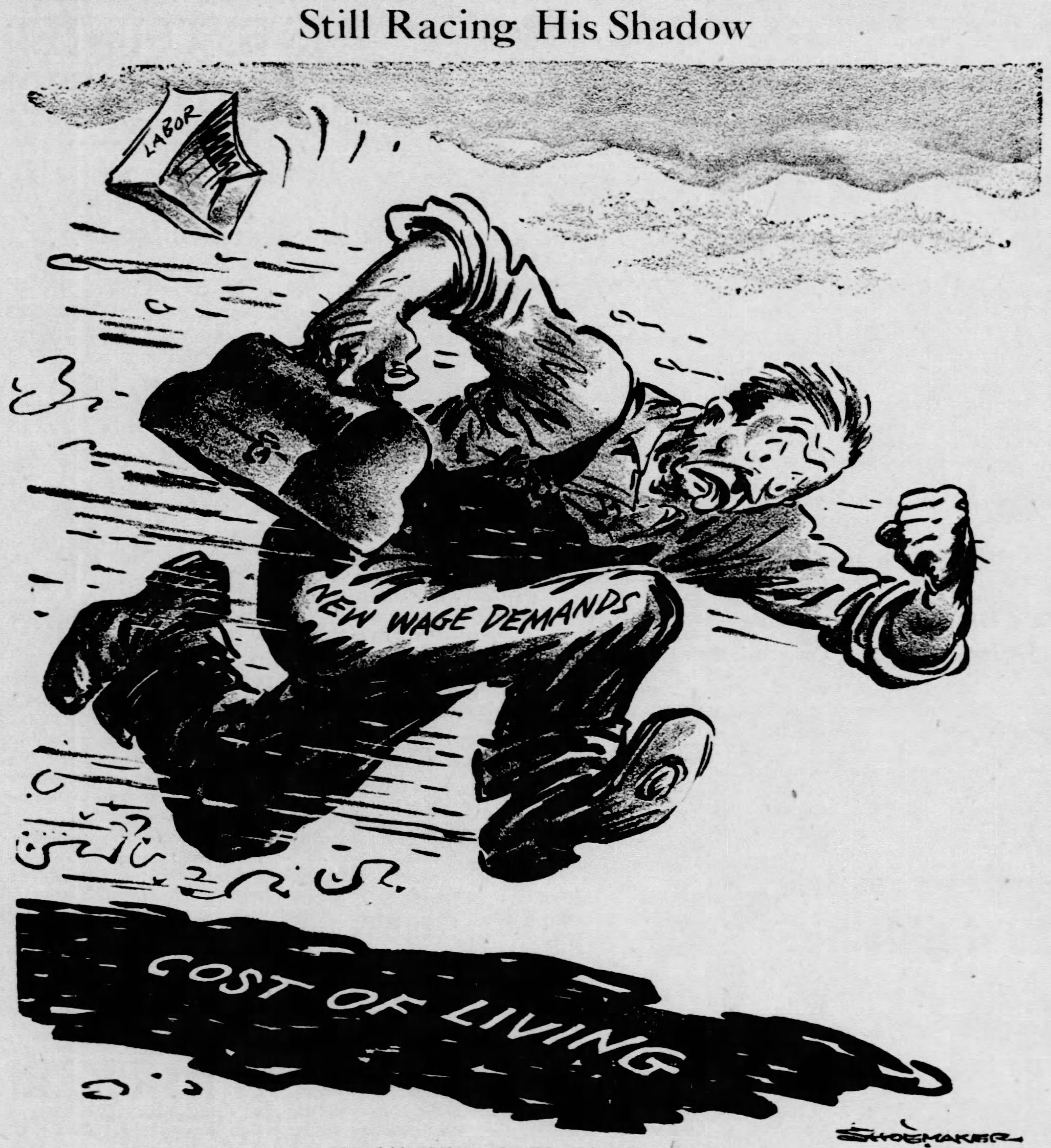
Still Racing His Shadow, vincitrice del Premio Pulitzer per la miglior vignetta editoriale

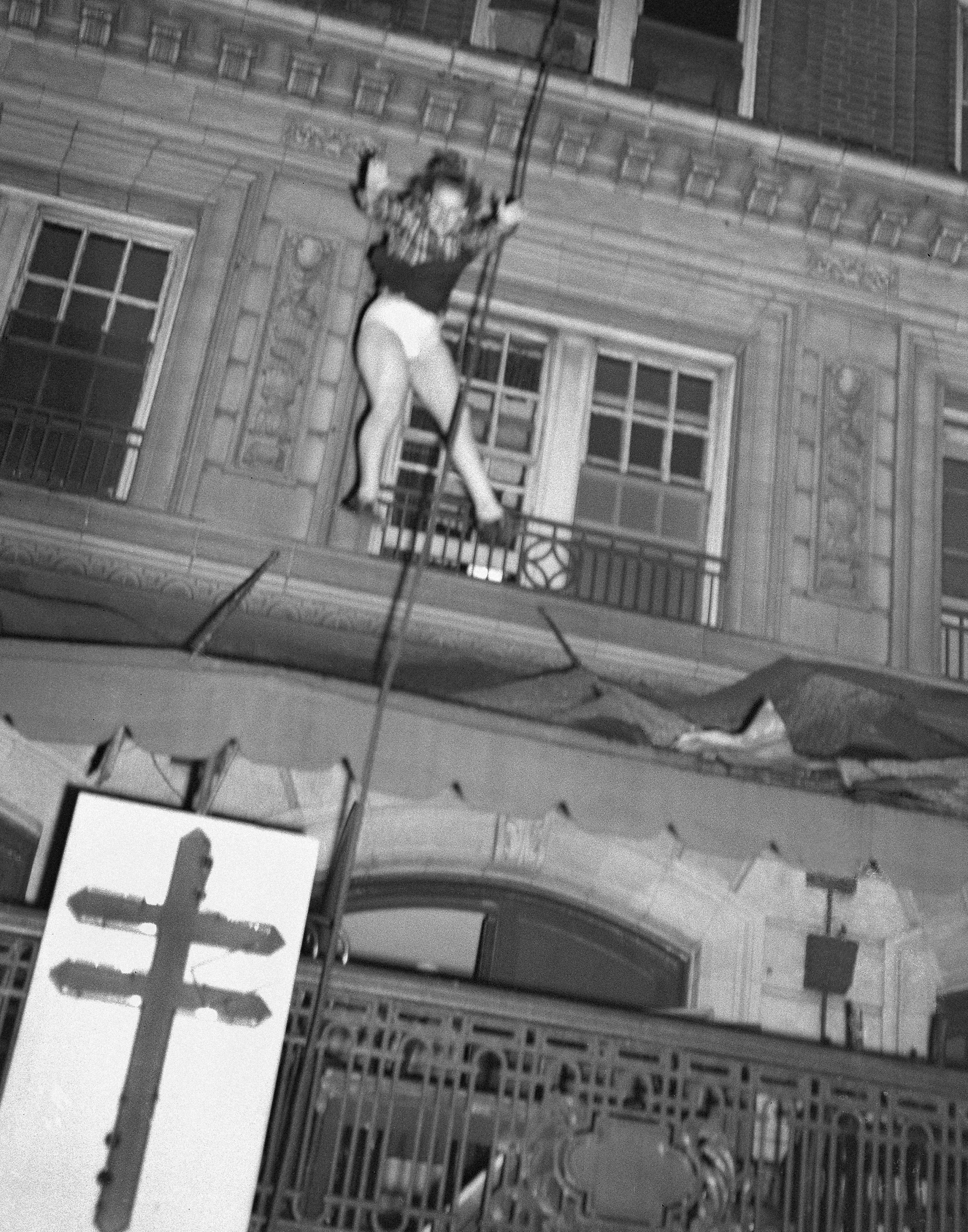
La fotografia vincitrice del Premio Pulitzer del 1947

  - The Baltimore Sun, per la serie di articoli, a firma di Howard M. Norton, riguardanti l'amministrazione delle indennità di disoccupazione nello Stato del Maryland, che ha portato alla condanna e alla dichiarazione di colpevolezza in tribunale di 93 persone.[2]
- Giornalismo:
  - Frederick Woltman, del New York World-Telegram, per i suoi articoli del 1946 inerenti l'infiltrazione del comunismo negli Stati Uniti d'America
- Corrispondenza:
  - Brooks Atkinson, del The New York Times, per il suo encomiabile servizio di corrispondente durante l'anno 1946, come dimostrato dai suoi numerosi resoconti inviati dalla Russia.
- Giornalismo telegrafico nazionale:
  - Edward T. Folliard, del Washington Post, per la sua serie di articoli sui Columbians, la prima organizzazione neo-nazista nata negli Stati Uniti d'America.
- Giornalismo telegrafico internazionale:
  - Eddy Gilmore, dell'Associated Press, per la sua corrispondenza da Mosca nell'anno 1946.
- Editoriale:
  - William H. Grimes, del Wall Street Journal, per i suoi encomiabili editoriali pubblicati durante l'anno 1946.
- Vignetta editoriale:
  - Vaughn Shoemaker, del Chicago Daily News, per la vignetta intitolata Still Racing His Shadow.
- Fotografia:
  - Arnold Hardy, fotografo amatoriale di Atlanta, per la fotografia di una donna che salta da un balcone per sfuggire all'incendio dell'hotel Winecoff, distribuita dall'Associated Press.

- Menzione speciale
  - In onore del 100º compleanno di Joseph Pulitzer e del 30º anniversario dei premi, è stata riservata una menzione speciale, esprimendo gratitudine alla Columbia University Graduate School of Journalism "per i loro sforzi nel mantenere e promuovere gli elevati standard che regolano questi premi", e citando in particolare il St. Louis Post-Dispatch, il giornale fondato da Pulitzer, "per la sua incrollabile adesione agli ideali pubblici e professionali del suo fondatore e per la sua leadership costruttiva nel campo del giornalismo americano".[3]

## Letteratura, drammaturgia e musica
- Romanzo:
  - All the King's Men, di Robert Penn Warren (Harcourt).
- Drammaturgia:
  - Non assegnato.
- Storia:
  - Scientists Against Time, di James Phinney Baxter III (Little).
- Biografie o Autobiografie:
  - The Autobiography of William Allen White, di William Allen White (Macmillan).
- Poesia:
  - Lord Weary's Castle, di Robert Lowell (Harcourt).
- Musica:
  - Symphony No. 3, di Charles Ives (Arrow), eseguita per la prima volta da Lou Harrison e la New York Little Symphony nell'aprile 1946.